# A Sangue Frio
A Sangue Frio (In Cold Blood, no original) é um livro escrito por Truman Capote e publicado em 1966. Relata o brutal assassinato de uma família na cidade de Holcomb, localizada no interior do estado do Kansas, nos Estados Unidos da América, da ideia inicial do crime até a execução dos assassinos.

## Enredo
Em 15 de novembro de 1959, quatro membros de uma respeitada família da pequena cidade de Holcomb, oeste do Kansas, foram assassinados. Herb Clutter, o patriarca da família, tinha 48 anos e era um fazendeiro muito estimado na comunidade. Bonnie Clutter, sua esposa, era três anos mais nova e sofria de "problemas psicológicos". O casal vivia com os dois filhos mais novos, Kenyon e Nancy, ainda adolescentes. Os quatro foram amarrados e amordaçados (Herb também teve a garganta cortada); depois, foram mortos a tiros de espingarda.
O crime abalou a até então pacata cidade de apenas 270 habitantes. A polícia passou a procurar incansavelmente os criminosos, que haviam levado da casa apenas um rádio da marca Zenith, um par de binóculos e 40 dólares.
O livro descreve minuciosamente a reação dos moradores da cidade, a investigação policial e os passos dos criminosos durante a fuga, bem como a história pregressa dos mesmos. Poucos meses depois do crime, Richard Hickock e Perry Smith são presos pela chacina. Condenados à morte, em 14 de abril de 1965 eles são enforcados.

## O trabalho de Capote
Truman Capote chegou a Holcomb um mês após o crime, após ler uma notícia curta sobre o caso no New York Times. Ele entrevistou familiares das vítimas e do assassinos, recolheu documentos oficiais, leu cartas e diários, observou, assistiu ao enforcamento dos criminosos. O autor tornou-se bastante próximo de Perry Smith, com quem teria tido um relacionamento amoroso. Com as informações coletadas, o autor escreveu um "romance não-ficcional", considerado a primeira obra do New Journalism.
Em 25 de setembro de 1965, a revista The New Yorker publicou o último dos quatro capítulos escritos por Capote sobre o assassinato da família Clutter. Batendo recordes de vendas da revista, em janeiro de 1966 o romance saiu em formato de livro.
Em 2005, o filme Capote, com Philip Seymour Hoffman (vencedor do Prêmio Oscar de melhor ator pela interpretação de Truman Capote) conta o desenvolvimento do livro como foco principal do filme.